# Przytulia czepna
Przytulia czepna (Galium aparine L.) – gatunek rośliny należący do rodziny marzanowatych. Ogólnoświatowy chwast. W Polsce występuje pospolicie na całym terenie.

## Morfologia
ŁodygaRozgałęziona, leżąca lub wspinająca się. Osiąga długość 0,3–1,5 m. Czepia się innych roślin za pomocą haczykowatych, sztywnych włosków. Jest ostro czterokanciasta, węzły ma zgrubiałe i owłosione.
LiścieWyrastają w okółkach w liczbie od 6–10 w jednym okółku. Poszczególne listki mają 3–8 mm szerokości, są jednonerwowe, klinowatolancetowate i podobnie jak łodyga zadzierzyste.
KwiatyDrobne kwiaty na długich szypułkach zebrane są w wierzchotki wyrastające w kątach okółków liściowych. Wierzchotki te są znacznie dłuższe od liści, z kąta których wyrastają. Liczą 2–7 kwiatów oraz 4–8 listkowatych podsadek. Kielich zrosły, dwuczęściowy. Korona o średnicy ok. 2 mm, składająca się z 4 wolnych białych lub zielonkawych, ostro zakończonych płatków. Słupek dwuczęściowy, pręciki cztery z pylnikami wystającymi powyżej znamion słupka.
OwoceRozłupnia rozpadająca się na dwie rozłupki o długości 4–7 mm, pokryte haczykowatymi szczecinkami, wyrastającymi na dość dużych brodawkach.

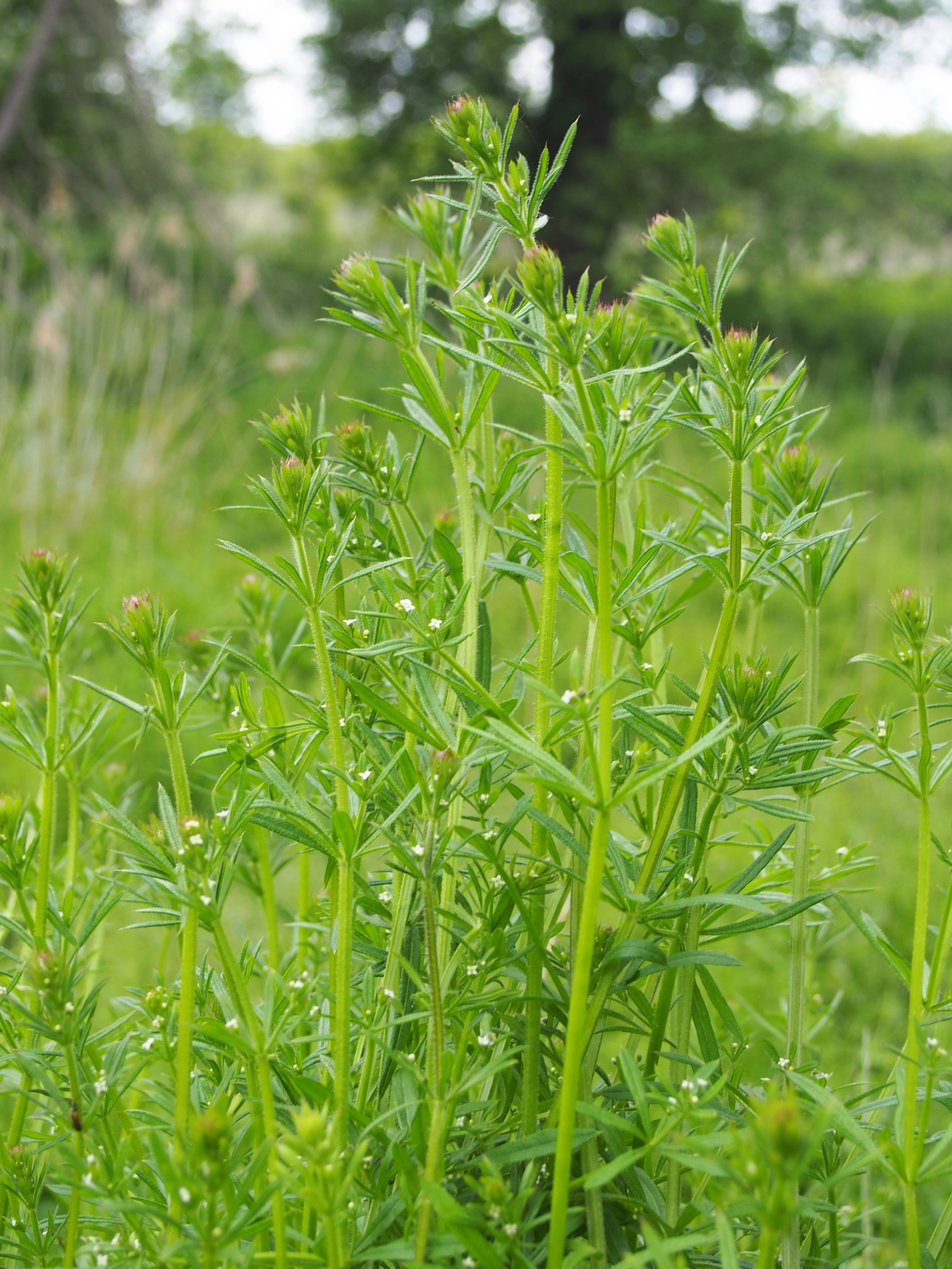
Pokrój
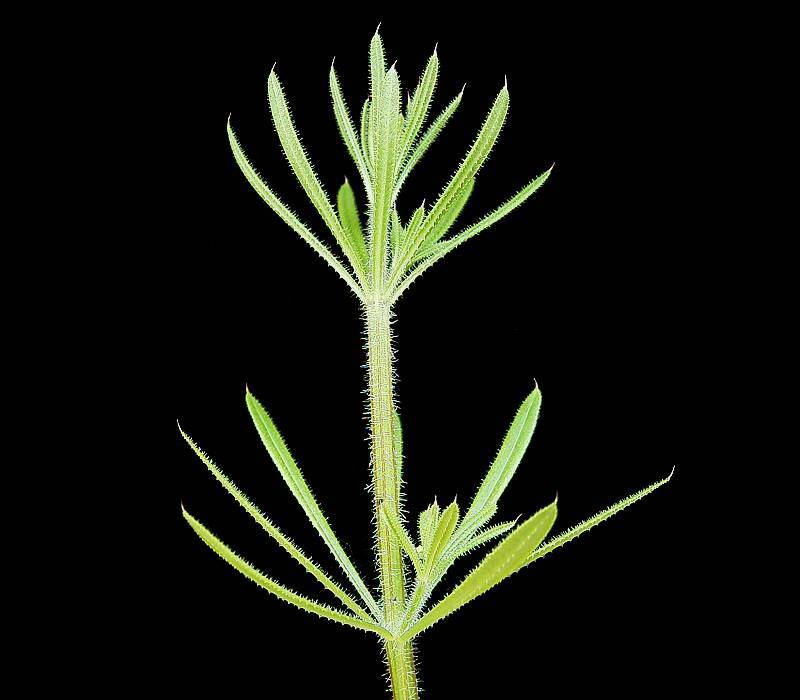
Pęd z zadziorkami
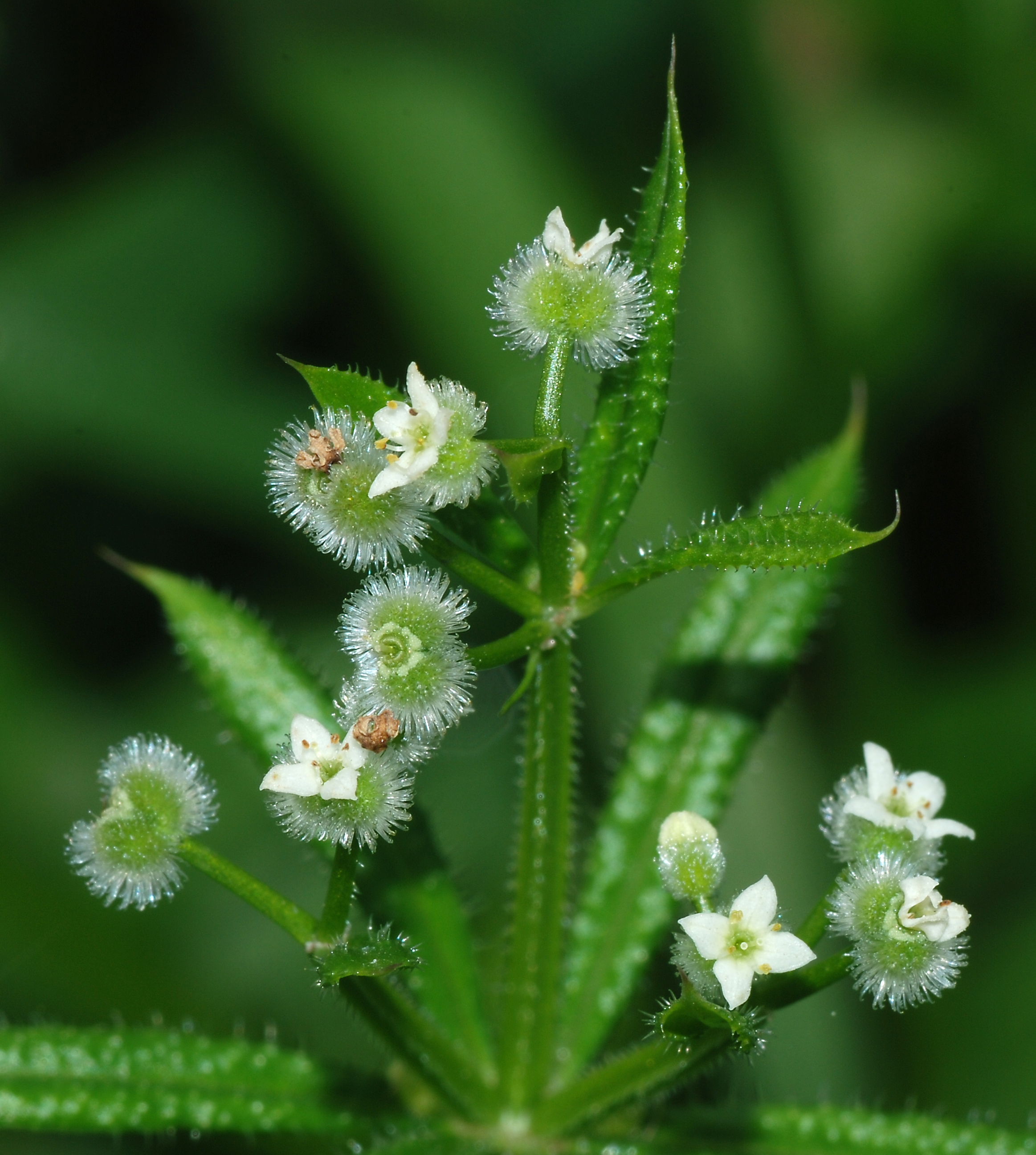
Kwiaty
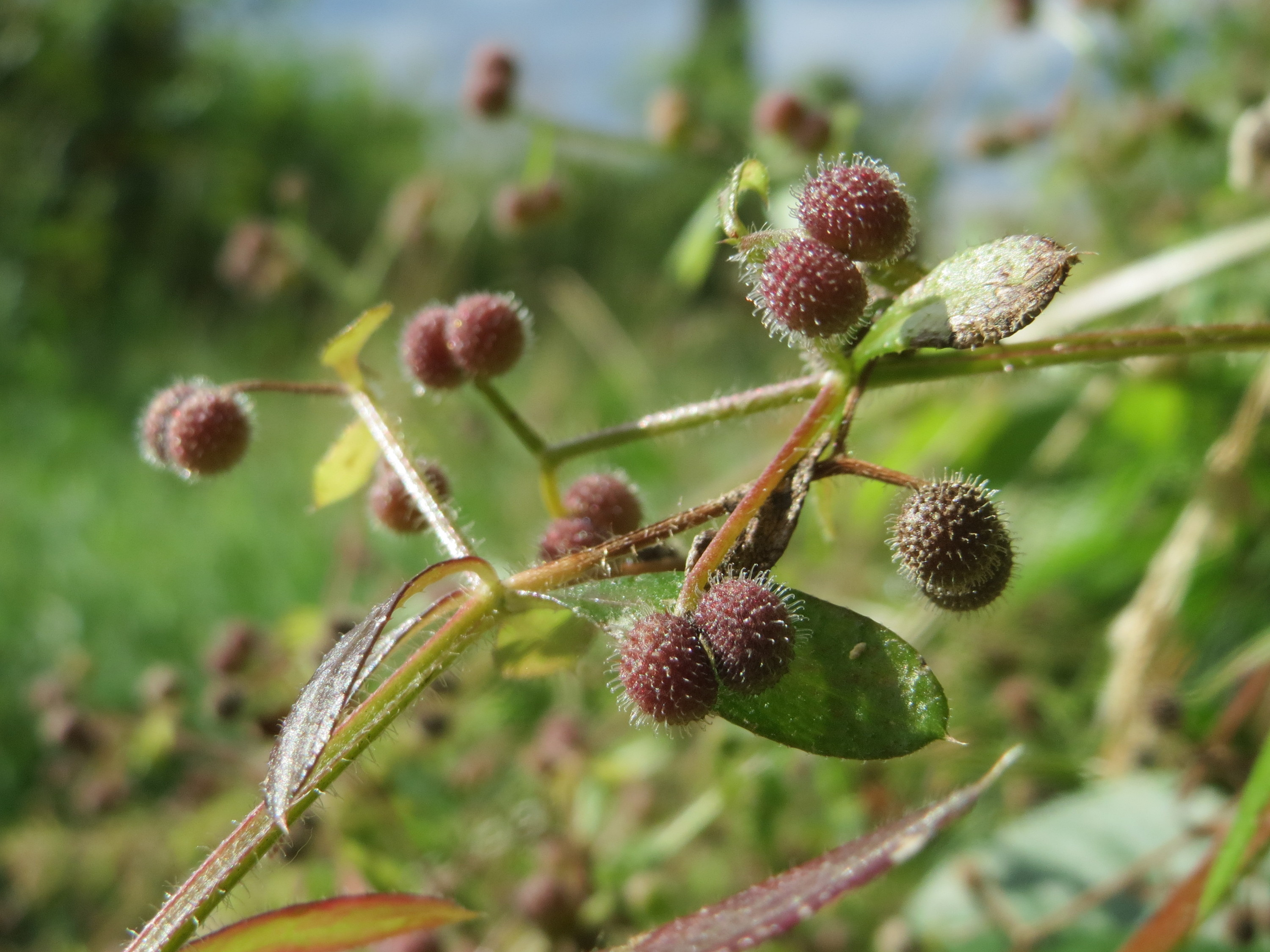
Owoce

## Biologia i ekologia
Roślina jednoroczna. Kwitnie od czerwca do sierpnia, czasami nawet do października. Kwiaty przedprątne zapylane przez muchówki lub samopylne. Sposób rozsiewania – zoochoria. Haczykowate rozłupki przyczepiają się do sierści zwierząt, ubrania ludzi, itp. rozsiewając się w ten sposób na znaczne nieraz odległości. Roślina ruderalna i azotolubna. Rośnie w zaroślach, na przydrożach oraz na polach uprawnych, na których jest pospolitym chwastem. Występuje na terenie całej Polski i zajmuje kolejne, nowe stanowiska. Silnie zadzierzystymi rozgałęzieniami pędów spaja ze sobą źdźbła zbóż utrudniając ich zbiór. W klasyfikacji zbiorowisk roślinnych gatunek charakterystyczny (słabo) dla SCl. Galio-Urticenea. Zawiera kumarynę i czerwony barwnik oraz enzym, który powoduje, że mleko krów, które najedzą się tej rośliny, zsiada się.

## Zastosowanie
Roślina jadalnaMłode pędy są jadalne. Z owoców wytwarzano substytut kawy.